# 98722 Elenaumberto
98722 Elenaumberto este un asteroid din centura principală de asteroizi.

## Descriere
98722 Elenaumberto este un asteroid din centura principală de asteroizi. A fost descoperit pe 22 decembrie 2000 la Ceccano de Gianluca Masi. Asteroidul prezintă o orbită caracterizată de o semiaxă mare de 2,58 ua, o excentricitate de 0,20 și o înclinație de 12,0° în raport cu ecliptica.